# Birori
Birori település Olaszországban, Szardínia régióban, Nuoro megyében. Lakosainak száma 498 fő (2023. január 1.). Birori Borore, Bortigali, Dualchi és Macomer községekkel határos.

## Népesség
A település népességének változása:
| Lakosok száma | 531  | 529  | 498  |
|               | 2017 | 2018 | 2023 |